# Battaglione Nero
Il Battaglione Nero (tedesco: Schwarze Haufen) fu un gruppo di contadini e cavalieri mercenari che, durante la guerra dei contadini tedeschi del 1524-1525, nei primi anni della Riforma protestante, combatté al fianco dei rivoltosi.
Era comandata da Florian Geyer.